# Brachypalpoides
Brachypalpoides is een vliegengeslacht uit de familie van de zweefvliegen (Syrphidae).

## Soorten
- B. lentus

Bloedrode bladloper (Meigen, 1822)